# Klingenberg genannt Schöler

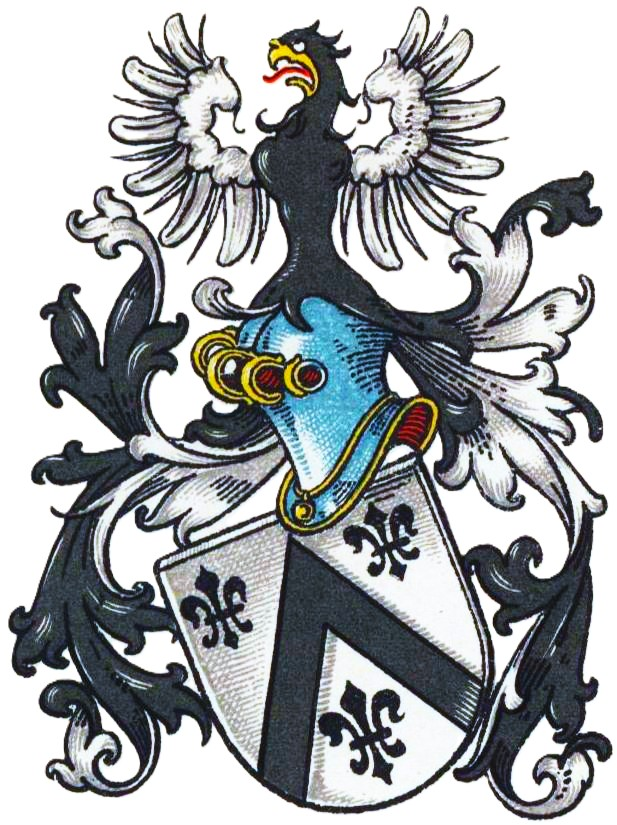
Stammwappen derer von Klingenberg genannt Schöler im Wappenbuch des Westfälischen Adels

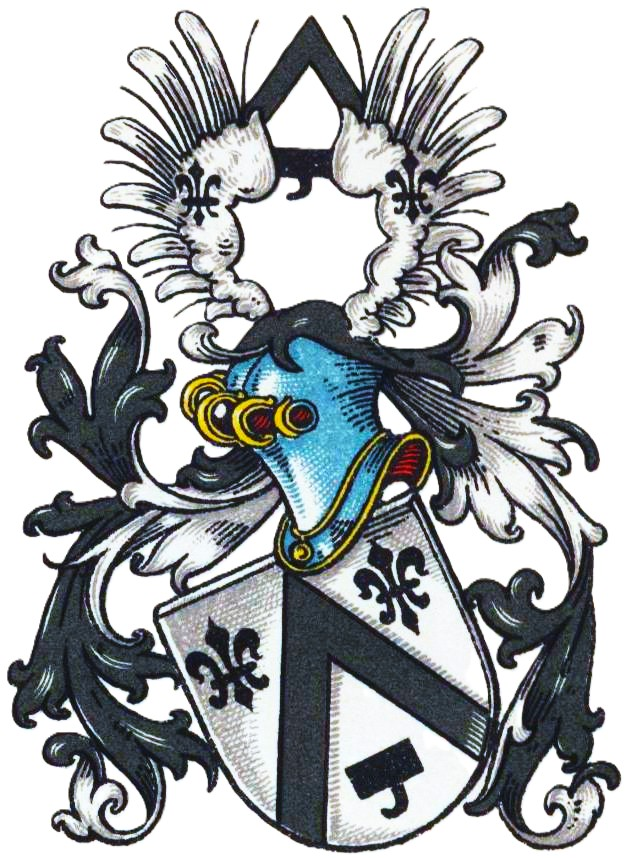
Wappenvariante derer von Klingenberg genannt Schöler im Wappenbuch des Westfälischen Adels

Klingenberg (genannt Schöler) (auch: Schöler genannt Klingenberg o. ä.) ist der Name eines im 18. Jahrhundert erloschenen westfälischen Patrizier- und Adelsgeschlechts.

## Geschichte
Das Geschlecht stammt aus Werl, wo es zum Stadtpatriziat der Erbsälzer zählte. Zusammen mit den anderen Erbsälzergeschlechtern bekam die Familie am 15. April 1708 von Kaiser Josef I. ihren alten Adel erkannt.
1431 sendete Hermann Lilie seinem Verwandten Cord Klingenberg als Antwort auf dessen Brief, dessen Empfang er bestätigte, dass sie, die Sälzer, unter Siegelung des Offizials von Soest eine neue Regelung für den Zugang zum Sälzertum beurkundet hätten und er ihn bittet, in dieser Angelegenheit das Beste zu tun. Cord Klingenberg war zu diesem Zeitpunkt am kaiserlichen Hof und sollte für die neue Regelung offenbar die kaiserliche Zustimmung einholen. 1433 sendete die Stadt Lübeck einen Brief an Soest mit der Bitte, den aus Rostock vertriebenen Cord Klingenberg bei der Erlangung seines ihm in Werl erblich zugefallenen Salzwerks behilflich zu sein. Jener Cord Klingenberg war mit Heylewich verheiratet, die am 23. Januar 1439 verstarb. 1646 und noch 1657 war Henrich Klingenberg genannt Schöler Erbsälzer zu Werl. Er war mit Amalia von Mallinckrodt verheiratet. 1710 vermachte der Erbsälzer Franz Wilhelm von Klingenberg dem Vikar des Altars St. Michaelis zu Werl testamentarisch 7 Morgen Landes, zum Zwecke einer jeden Freitag am heiligen Kreuz-Altar zu haltenden Messe. Caspar Andres von Klingenberg genannt Schöler war 1726 Erbsälzer in Werl.
Laut Max von Spießen erlosch die Familie mit dem Tod von Franz Josef von Klingenberg genannt Schöler am 2. Februar 1776.

## Wappen
- Blasonierung des Stammwappens: In Silber ein schwarzer Sparren von drei (2:1) schwarzen Lilien begleitet. Auf dem Helm mit schwarz-silbernen Helmdecken ein wachsender schwarzer Adler mit silbernen Flügeln.[1]
- Blasonierung der Wappenvariante: In Silber ein schwarzer Sparren oben von zwei schwarzen Lilien und unten von einer schwarzen Salzpfanne begleitet. Auf dem Helm mit schwarz-silbernen Decken ein offener silberner Flug, die Flügel jeweils mit einer schwarzen Lilie belegt, zwischen den Flügeln der schwarze Sparren und darunter die schwarze Salzpfanne.[1]

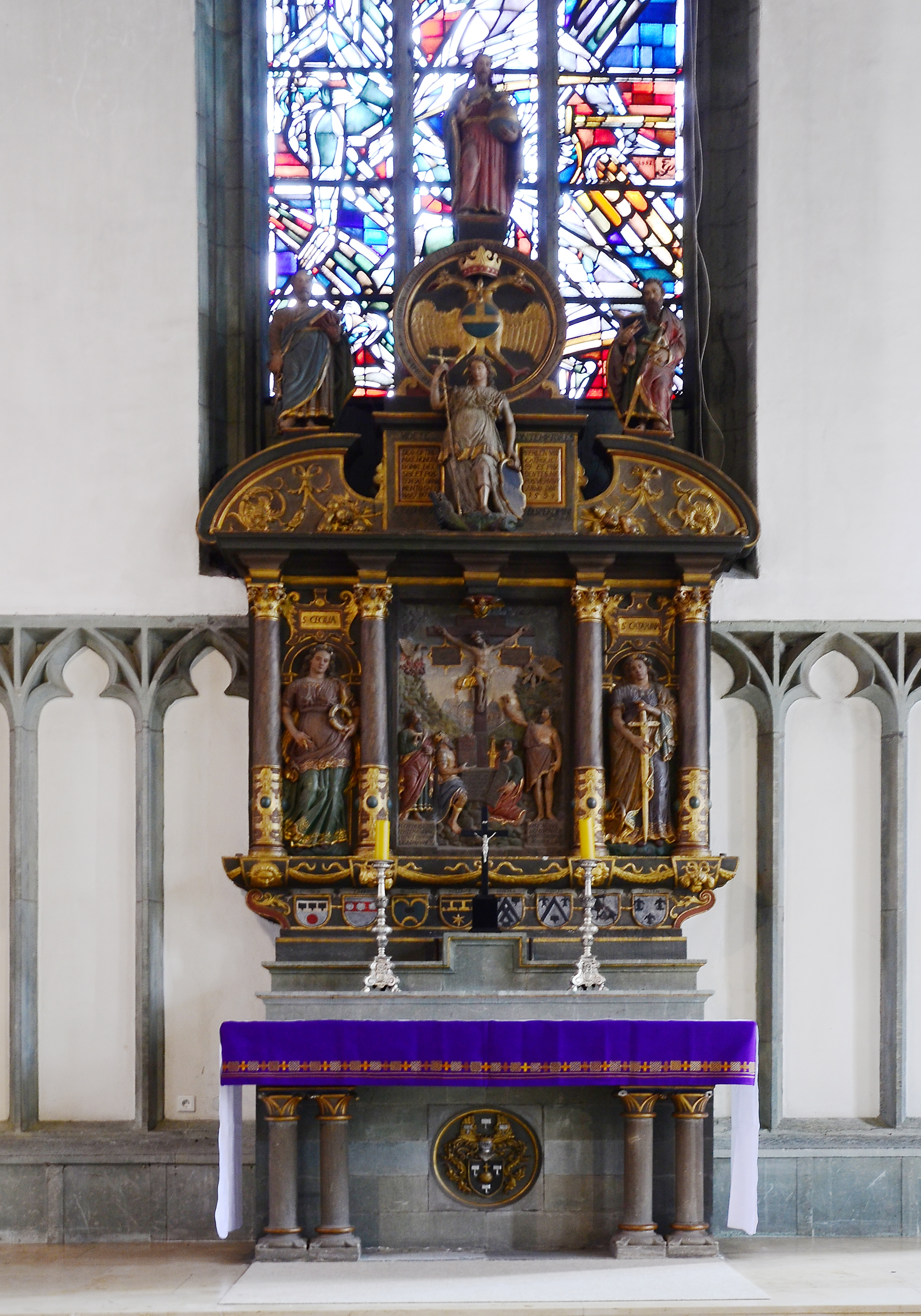
Erbsälzeraltar in der Werler Kirche St. Walburga mit den Wappen derer von Klingenberg genannt Schöler (drittes von rechts)
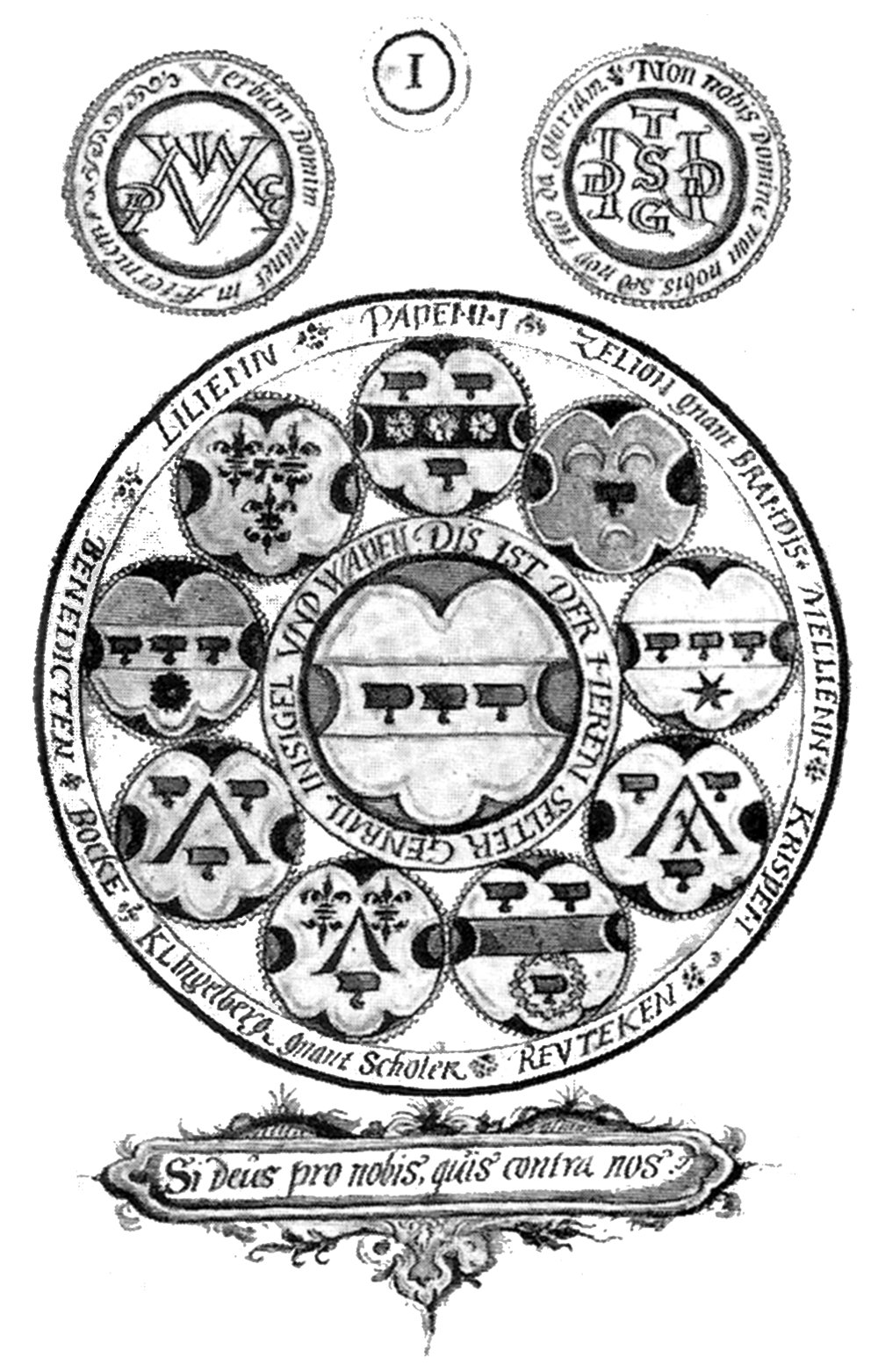
Titelblatt des Sälzerbuches von 1581 mit dem Wappen derer von Klingenberg genannt Schöler („auf 7 Uhr“)
Stadtbild von Werl (vor 1738) mit den Erbsälzer-Wappen
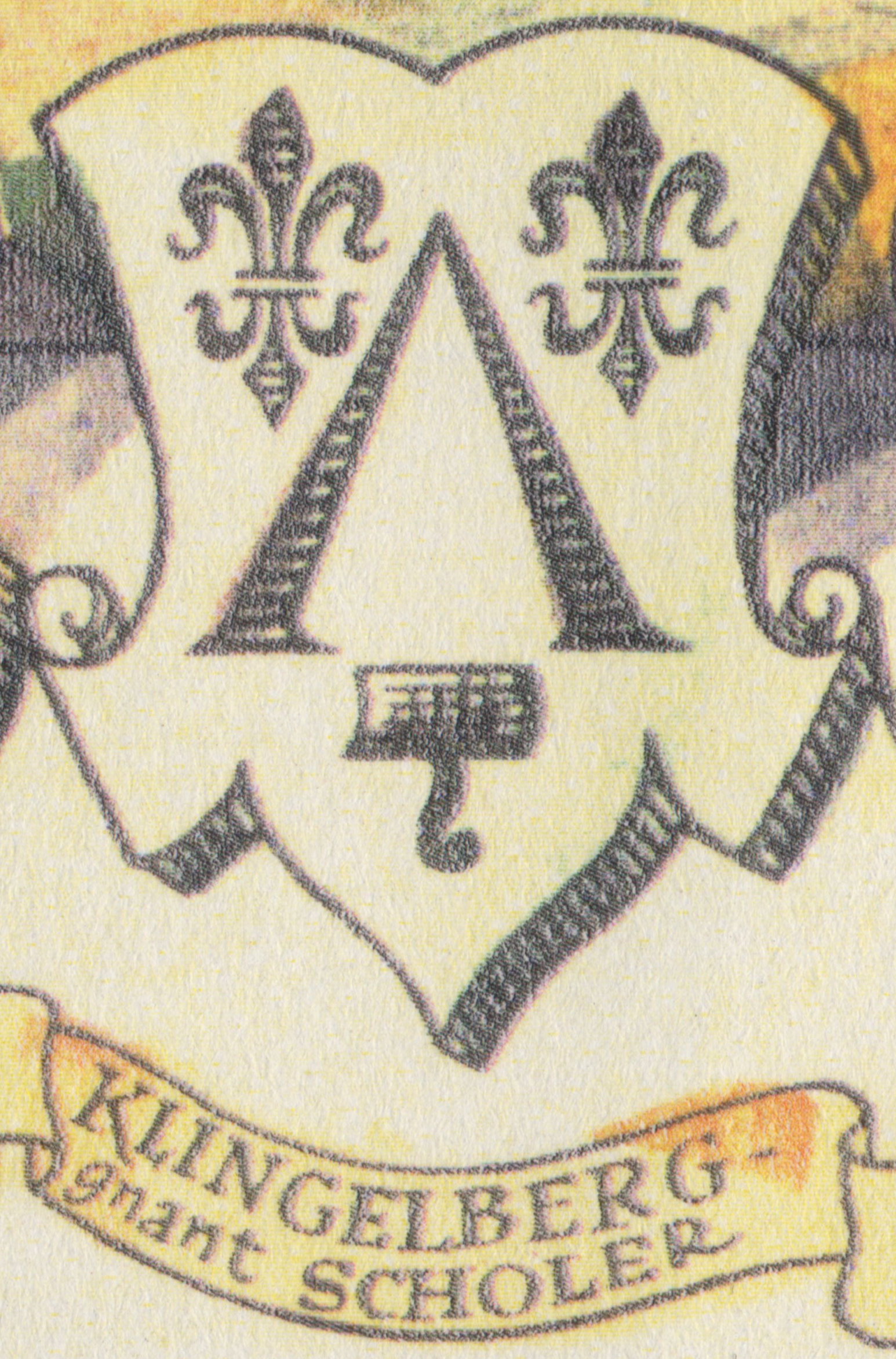
Wappen derer von Klingenberg genannt Schöler auf dem Stadtbild